# The Agonist
The Agonist foi uma banda canadense de death metal melódico de Montreal, Quebec formada em 2004 pelo guitarrista Danny Marino, o baixista Chris Kells e a ex-vocalista Alissa White-Gluz. Inicialmente era conhecida como The Tempest, mas teve que mudar o nome por causa da marca registrada, a banda adotou seu nome atual com a gravadora Century Media em 2007. Até o momento, The Agonist lançou quatro álbuns de estúdio. O quarto álbum foi lançado em 2015 com a nova vocalista Vicky Psarakis. Digressões desde seu primeiro álbum, eles dividiram o palco com bandas como, Epica, Chelsea Grin, Kamelot e muitos mais. A banda anunciou o fim das atividades em 10 de Maio de 2023.

## História

### Início e Once Only Imagined
The Agonist (inicialmente conhecido como The Tempest) foi formado pelo guitarrista Dani Marino, o baixista Chris Kells e a vocalista Alissa White-Gluz no ano de 2004. Eles lançaram o primeiro álbum chamado Once Only Imagined em 14 de agosto de 2007 pela gravadora Century Media. Ao lançar o álbum os integrantes sentiram-se estimulados a adicionar um baterista a banda, e então Simon McKay torna-se oficialmente um dos membros do The Agonist. Em 28 de agosto de 2007 é lançado o vídeo da canção "Business Suits and Combat Boots", dirigido pelo aclamado diretor David Brodsky. O vídeo foi classificado o número 6º do ano de 2007, pelo programa Headbanger's Ball da emissora de TV americana MTV2.
Após lançar seu primeiro álbum, The Agonist fez várias turnês, tocando com bandas como os God Forbid, Arsis, The Faceless, Sonata Arctica, Overkill, Epica e Enslaved.
Alissa White-Gluz é eleita uma das "the hottest chicks in metal"(garotas mais quentes do metal) em Julho de 2007 pela revista Revolver.

### Lullabies for the Dormant Mind
A banda lançou seu segundo álbum, chamado Lullabies for the Dormant Mind, em março de 2009. O vídeo "And Their Eulogies Sang Me To Sleep..." também dirigido pelo diretor David Brodsky, foi lançado 18 de abril de 2009. Logo após isso, em 22 de abril de 2009, foi lançado um vídeo para a música "Birds Elope With The Sun", gravado durante uma turnê. O terceiro vídeo foi para o single "Thank you, Pain", que estreou no Blog Peta2 em 03 de setembro de 2009. A banda alcançou grande popularidade com o lançamento do Lullabies for the Dormant Mind, principalmente por seu single/vídeo "Thank you, Pain". O álbum estreou como número 105 nas paradas de álbuns da Billboard Heatseeksers. A vocalista Alissa White-Gluz apareceu em março no álbum Profugus Mortis de canalha na canção "The Sword" em sequidam. Alissa apareceu novamente como uma "the hottest chicks in metal"(garotas mais quentes do metal) em Maio de 2009.
Enquanto Lullabies for the Dormant Mind, The Agonist fez suas primeiras viagens para o México, Venezuela, Japão, China, Colômbia, e excursionou pela Europa. Depois de terminar a turnê com o Epica e Scar Symmetry em dezembro de 2010, a banda confirmou em sua página no Facebook que eles estão escrevendo um novo álbum para ser lançado no início de 2012.

### Prisoners
No final de 2011, The Agonist participou do "Pandemonium over North America" tour com Kamelot, Alestorm e Blackguard (com exceção do guitarrista Danny Marino, que não pôde fazer a turnê com a banda e foi substituído pelo ex-guitarrista do Catalisador Justin Deguire). Enquanto em turnê, a banda vendeu um EP intitulado The Escape, que apresentou duas faixas programados para aparecer no terceiro álbum completo da banda. Ele foi mixado por Tue Madsen, que é conhecido por seu trabalho com The Haunted, Dark Tranquility e Suicide Silence. The Escape mais tarde foi disponibilizado no iTunes e através de pré-encomenda a partir de Distro CM a partir de 3 de setembro.
A vocalista Alissa White-Gluz disse a metalconcerts.net que a música da banda tornou-se mais maduro, não necessariamente mais pesado ou mais melódico. Ela elaborou dizendo há mais influências "clássicos" como Pantera e Radiohead. Ela disse Lithium Magazine que o registro poderia ser bom para alguém com uma mente aberta gosto musical ou mal para quem só gosta de Thank You, Pain. Processos de gravação finais do álbum ocorreu após a conclusão da turnê com Kamelot.
The Agonist anunciou em 5 de março no YouTube antes de um show em Montreal que seu álbum recém-concluído seria chamado de Prisoners. Foi lançado em 04 de junho na Europa e em 5 de junho de 2012 na América do Norte via Century Media registros e foi produzido pelo produtor de longa data da banda Christian Donaldson. Ideomotor foi confirmado como o primeiro single. O vídeo da música de Panophobia foi lançado 24 de outubro de 2012 apresentando ao vivo e cenas de bastidores da banda tocando Heavy MTL Festival Montreal. Em apoio a Prisoners, The Agonist anuncia datas da digressão de abril 2013 com Danzig e Corrosion of Conformity.

### Mudanças line-up e Eye of Providence
Em 17 de março de 2014, Alissa White-Gluz anunciou que tinha sido escolhida como a substituta de Angela Gossow como vocalista da banda sueca de death metal melódico Arch Enemy. A banda revelou que Alissa White-Gluz nao fazia mais parte do grupo. Vicky Psarakis foi então revelada como a nova vocalista do grupo.
Anuncio da banda:
| “ | Hoje anunciamos que depois de três álbuns e incontáveis turnês nós oficialmente nos separamos da vocalista Alissa White-Gluz. Nós desejamos a Alissa tudo de melhor com o Arch Enemy e seus futuros empreendimentos. Este é o começo de um novo e excitante capítulo para o The Agonist! Estamos muito contentes em anunciar o mais novo membro da família The Agonist. Por favor, daremos uma calorosa boas-vindas para a talentosa vocalista Vicky Psarakis. | ” |

A banda lançou uma nova música, "Disconnect Me" com a Vicky Psarakis nos vocais, no dia 21 de março de 2014.
Em nove de julho de 2014 a banda anunciou oficialmente via Facebook a data do lançamento de seu quarto álbum intitulado "Eye of Providence" que foi lançado no dia 25 de fevereiro de 2015 mundialmente.

### Orphans,Days Before the World Wepte dissolução (2019–2023)
Em 7 de junho de 2019, a banda lançou um novo single "In Vertigo".  O álbum "Orphans" foi lançado em 20 de setembro de 2019 pela Rodeostar Records. Orphans foi indicado como Álbum de Metal/Hard Music do Ano no Juno Awards de 2020. 
De 7 a 11 de janeiro de 2020, a banda participou do cruzeiro 70000 Tons of Metal, que contou com 37 bandas de metal tocando, no mar, no "Royal Caribbean Independence of the Seas". Um dia antes da partida, Kells anunciou que não poderia embarcar no cruzeiro e que estava proibido de entrar nos Estados Unidos por cinco anos. Kells deu uma explicação e anunciou que Pavlo Haikalis o substituiria. The Agonist também foi contratado para fazer uma turnê pelo oeste dos EUA em apoio ao Fleshgod Apocalypse, mas essas datas foram canceladas devido às restrições da Covid. A banda viajou para Portugal, no entanto, para o Laurus Nobilis Music Famalicão 2020.
Em 9 de setembro de 2021, a banda lançou sua nova música "Remnants in Time". Em 15 de outubro, eles lançaram o EP Days Before the World Wept.
Em 10 de maio de 2023, a banda divulgou um comunicado de que se separaria devido a "uma mistura de questões pessoais, financeiras e relacionadas à indústria".

## Estilo
O The Agonist ficou conhecido principalmente pela capacidade da então vocalista Alissa White-Gluz, em fazer o vocal limpo e o vocal gutural, e o uso do Danny Marino de duas ou mais melodias. O tema das músicas giram em torno de preocupações morais, tais como os direitos dos animais, os dilemas da sociedade e do estado do mundo.

## Integrantes
Formação atual
- Vicky Psarakis -  vocal (2014-2023)
- Danny Marino – guitarra (2004–2023)
- Chris Kells – baixo (2004–2023)
- Simon McKay – bateria (2007–2023)
- Pascal "Paco" Jobin - guitarra (2010-2023)

Ex-integrantes
- Alissa White-Gluz - Vocal (2004-2014)
- Andrew Tapley – guitarra (2007–2008)
- Chris Adolph – guitarra (2009)

## Discografia
Álbuns de estúdio
- 2007: Once Only Imagined
- 2009: Lullabies for the Dormant Mind
- 2012: Prisoners
- 2015: Eye of Providence
- 2016: Five

EPs
- 2011: The Escape

## Videografia
- Thank You Pain
- And Their Eulogies Sang Me to Sleep
- Business Suits and Combat Boots
- Panophobia
- Birds Elope With The Sun
- Gates of Horn and Ivory
- My Witness, Your Victim
- A Gentle Disease
- Danse Macabre
- Follow The Crossed Line
- The Hunt
- The Raven Eyes